# Utne

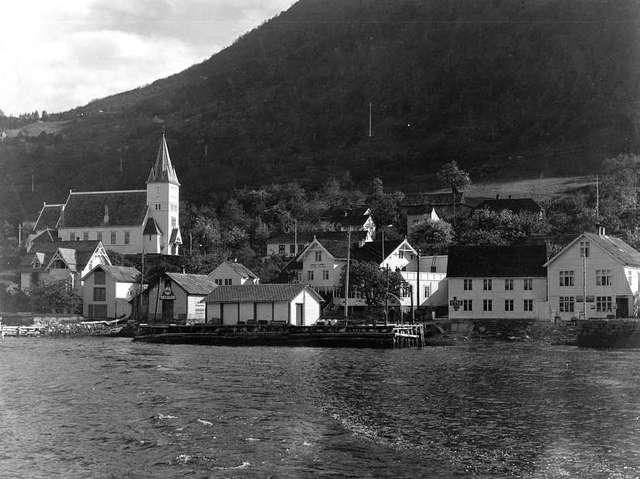
Utne 1933, door Anders Beer Wilse

Utne is een plaats in de Noorse gemeente Ullensvang in de provincie Vestland bij het Hardangerfjord in het zuiden van Noorwegen. Er is een ferryverbinding naar Kvanndal en Kinsarvik.